# Jan Jaarsma's haarden- en kachelfabriek
Jan Jaarsma's haarden- en kachelfabriek was een fabrikant van van haarden en kolenkachels te Den Haag. Ze was sinds 1906 gevestigd aan de Fahrenheitstraat 337, een gebouw erkend als gemeentelijk monument. De oprichter en naamgever Jan Jaarsma (1843-1901) was een werkloos architect die tevoren werkervaring opgedaan had in de kachelfabriek van zijn broer E.M. Jaarsma.

## Geschiedenis

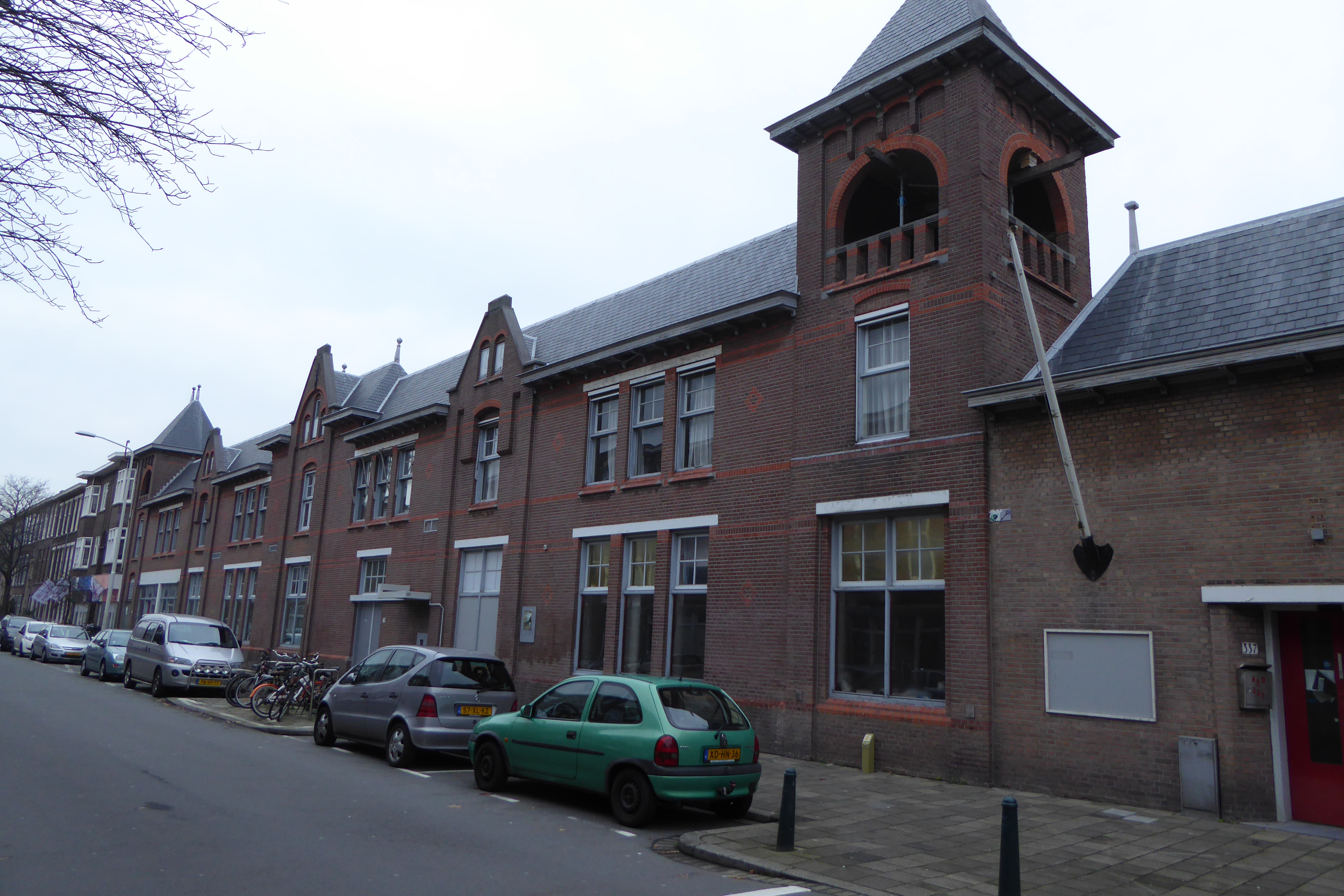
Aanzicht van het pand van de voormalige Jan Jaarsma's haarden- en kachelfabriek aan de Fahrenheitstraat in Den Haag in november 2015.

Jan Jaarsma begon met een eigen onderneming in 1895. De kolenkachel van Jaarsma werd al spoedig geadverteerd als zijnde een schrander gevonden verwarmingsmachine. In tegenstelling tot de slecht geëmailleerde, snel versleten producten van inheemsche nijverheid werd de voorkeur gegeven aan de met een vernuftig bedacht toestel (een lakspuitmachine) gelakte producten van Jaarsma.
Het bedrijf was vooral een plaatwerkerij. Het ontwerp van de kachels geschiedde in eigen huis. De benodigde gietstukken werden bij de ijzergieterij Diepenbrock en Reigers (DRU) te Ulft ingekocht. De vormgeving was verzorgd en de haarden werden rijkelijk van koperwerk voorzien. Vaak betrof het vulkachels met mica ruitjes. Onder de namen Hestia, Jupiter, Eros, Mars en Amor werden ze in de handel gebracht. Later werd de vormgeving van de kachels strakker en de mythologische typenamen verdwenen. Daarvoor in de plaats kwamen namen als Cyclus en Jan (naar de oprichter).
In 1930 werd het bedrijf omgezet in een NV. De aandelen kwamen in handen van de toenmalige directeuren Nicolaas Heye Jaarsma (1879-1951) en Rudolf Teller. De crisis bracht de eigenaren tot verkoop van het bedrijfspand aan de regering bestemd tot hulppostkantoor waarna de activiteiten en modellen eind 1935 overgenomen werden door DRU. Nicolaas Heye Jaarsma bleef tot zijn dood commissaris van DRU. De merknamen Jan Jaarsma, Gas-o-Jaarsma en Gasojaar (voor gaskachels) bleven in gebruik. Ook kachels voor oliestook werden vervaardigd. Het gebouw aan de Fahrenheitstraat werd in 1936 een postkantoor. In 1948 ging het bedrijf DRU-Jaarsma heten.